# Kliometria
Kliometria (z gr. Klio – muza historii; métron – miara) – stosunkowo nowy kierunek badań historii gospodarczej systematycznie wykorzystujący teorie ekonomiczne i ilościowe techniki ekonometrii. Kliometria zaliczana jest czasami do historii kontrafaktycznej.
Jednym z pionierów kliometrii jest amerykański historyk Robert Fogel, laureat Nagrody Nobla w dziedzinie ekonomii w 1993 roku, autor głośnych prac o roli kolei żelaznych (1964) i niewolnictwa w rozwoju gospodarczym USA w XIX wieku (1974).